# 虫豆
虫豆（学名：Cajanus crassus）为豆科木豆属下的一个种。